# 풍양면 (예천군)
풍양면(豊壤面)은 대한민국 경상북도 예천군의 면이다. 넓이는 63.207km2이고, 인구는 2015년 12월 31일 기준으로 3,713명이다.

## 연혁
- 기원전 7세기 : 삼강리 지석묘2기로 보아 낙동강변의 비옥한 땅과 천렵의 편리함으로 사람이 거주
- 3세기경 : 사벌국에 속함
- 고려시대 : 풍양면의 북쪽인 삼강리, 하풍리, 청운리, 오지리, 와룡리 일부와 우망, 청곡, 흔효, 흥천리가 용궁현에 속했고 남쪽인 공덕, 풍신, 고산, 괴당, 효갈, 낙상, 와룡이 다인현에 속함
- 1274년 : 상주에 속했던 다인현이 임지한 장군에 의하여 예천군으로 이속
- 조선시대 : 북풍양은 용궁현 소속, 남풍양은 예천군의 월경지로 계속 유지
- 1895년 5월 26일 : 칙령 제98호에 의해 용궁군 남상면, 남하면 및 예천군 다인현 현서면에 속함
- 1906년 9월 24일 : 칙령 제49호에 의해 현서면(다인현 4개면 전부)이 비안현으로 이속
- 1914년 4월 1일 : 총독부령 제111호로 부군면 통폐합에 따라 용궁군 남상면, 남하면 및 비안현 현서면이 예천군에 편입되면서 풍양면이 설치되고 면소재지를 우망리에 둠.

| 조선총독부령 제111호 |                                               |
| 구 행정구역          | 신 행정구역                                   |
| 용궁군 남상면        | 풍양면 삼강리, 오지리, 청운리, 하풍리, 흥천리 |
| 용궁군 남하면        | 풍양면 우망리, 청곡리, 흔효리                 |
| 비안군 현서면        | 풍양면 고산동, 공덕동, 괴당동, 풍신동         |
| 문경군 영순면        | 풍양면 낙상동, 와룡동, 효갈동                 |
- 1931년 11월 24일 : 우망리에 있던 면소재지를 낙상2리로 옮김

## 행정 구역
| 법정리 | 행정리                    | 비고                   |
| ------ | ------------------------- | ---------------------- |
| 고산리 | 고산1리, 고산2리          |                        |
| 공덕리 | 공덕1리, 공덕2리, 공덕3리 |                        |
| 괴당리 | 괴당1리, 괴당2리          |                        |
| 낙상리 | 낙상1리, 낙상2리, 낙상3리 | 면 행정복지센터 소재지 |
| 삼강리 | 삼강리                    |                        |
| 오지리 | 오지리                    |                        |
| 와룡리 | 와룡1리, 와룡2리          |                        |
| 우망리 | 우망1리, 우망2리          |                        |
| 청곡리 | 청곡1리, 청곡2리          |                        |
| 청운리 | 청운1리, 청운2리, 청운3리 |                        |
| 풍신리 | 풍신1리, 풍신2리          |                        |
| 하풍리 | 하풍리                    |                        |
| 효갈리 | 효갈1리, 효갈2리          |                        |
| 흔효리 | 흔효1리, 흔효2리          |                        |
| 흥천리 | 흥천1리, 흥천2리          |                        |

## 교육 기관
- 풍양초등학교
- 풍양초등학교 병설유치원
- 풍양중·고등학교